# 让-巴蒂斯特·路易·葛罗

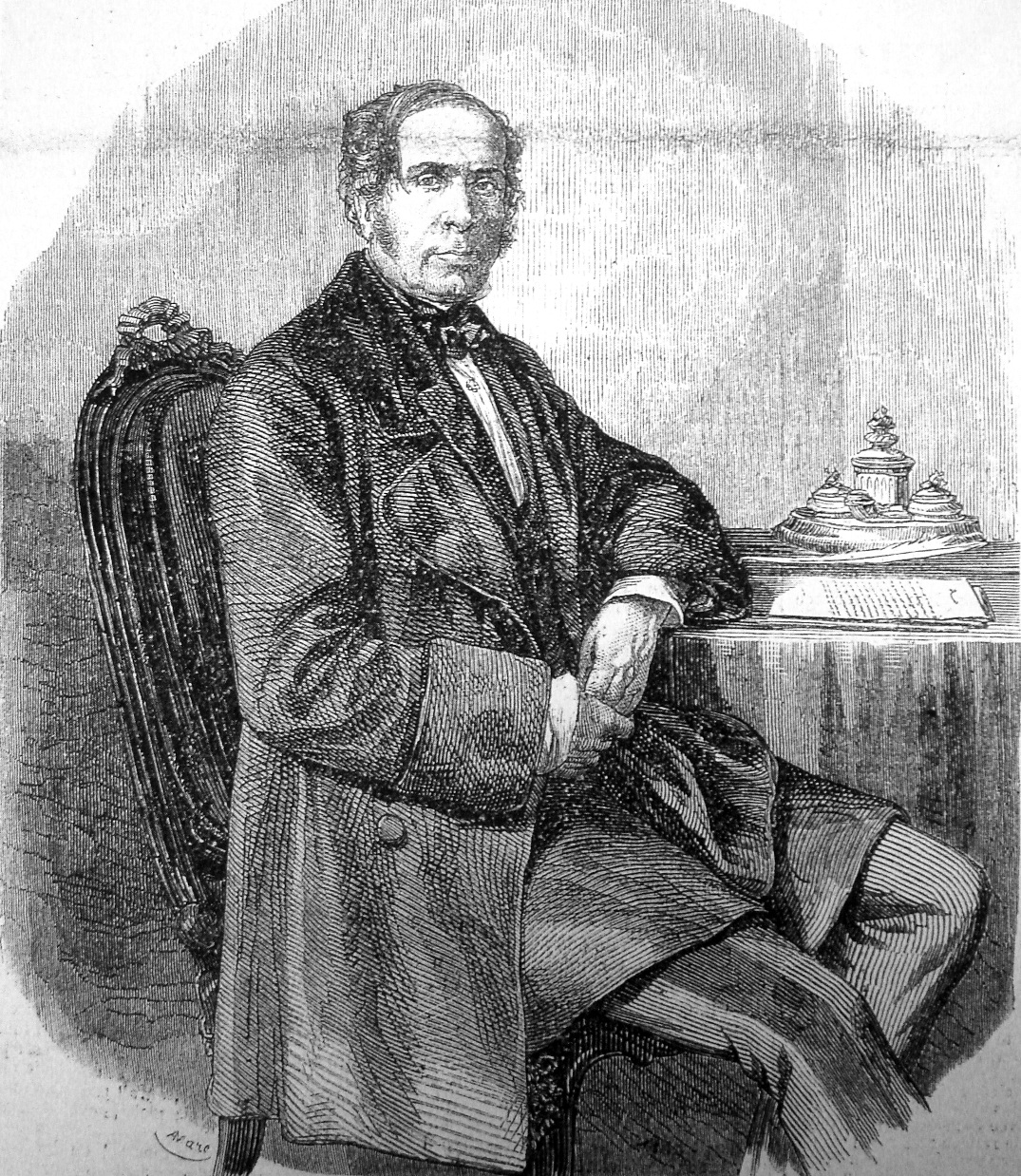
葛罗，1858年

让-巴蒂斯特·路易·葛罗男爵（法語：Jean-Baptiste Louis Gros，1793年？月？日—1870年？月？日），是一位法国大使，曾任法国驻波哥大（1838–1842）和雅典（1850）临时代办以及驻伦敦大使（1852–1863）- 在此期间，1857年和1858年，他还前往中国和日本。他也是早期的银版摄影家之一，制作了很多著名的银版摄影 - 其中最主要的是关于卫城的。
在第二次鸦片战争期间，葛罗曾在中国指挥法国军队。先后与中国政府签订中法《天津条约》、中法《北京条约》。
1858年10月9日，葛罗在江户签订《日法修好通商条约》，开创了两国外交关系。
虽然他最有名的是银版摄影，但是他描绘拉丁美洲的风景画也相当突出。
他拍摄了1851年伦敦万国工业博览会。
在中国的上海和天津两地的法租界，都曾有街道以葛罗命名。上海法租界的葛罗路即今嵩山路。天津法租界的葛公使路即今滨江道的大沽北路以东路段。